# Arès
Arès ist eine französische Stadt im Département Gironde in der Region Nouvelle-Aquitaine. Die Gemeinde liegt noch im Einzugsgebiet der Stadt Bordeaux. Die Gemeinde gehört zum Kanton Andernos-les-Bains im Arrondissement Arcachon und ist Uferzone des Meeresnaturparks Bassin d’Arcachon.
Arès ist nordöstlich von Arcachon am gegenüberliegenden Ufer des Bassin d’Arcachon gelegen.

## Geschichte
Der Ort wird erstmals in einer Urkunde aus dem Jahr 1506 überliefert.
1851 wurde Arès eine selbständige Gemeinde, zuvor gehörte der Ort zu Andernos-les-Bains.
Während Arès im Jahr 1962 noch über 2385  Einwohner hatte, zählt man aktuell 6477 Einwohner (Stand 1. Januar 2022).

### Bevölkerungsentwicklung
| 1962 | 1968 | 1975 | 1982 | 1990 | 1999 | 2005 | 2010 | 2016 |
| ---- | ---- | ---- | ---- | ---- | ---- | ---- | ---- | ---- |
| 2385 | 2741 | 2656 | 3051 | 3911 | 4680 | 5335 | 5576 | 6202 |

## Gemeindepartnerschaften
Arès unterhält freundschaftliche Beziehungen zur andorranischen Gemeinde Canillo.

## Sehenswürdigkeiten
Siehe auch: Liste der Monuments historiques in Arès

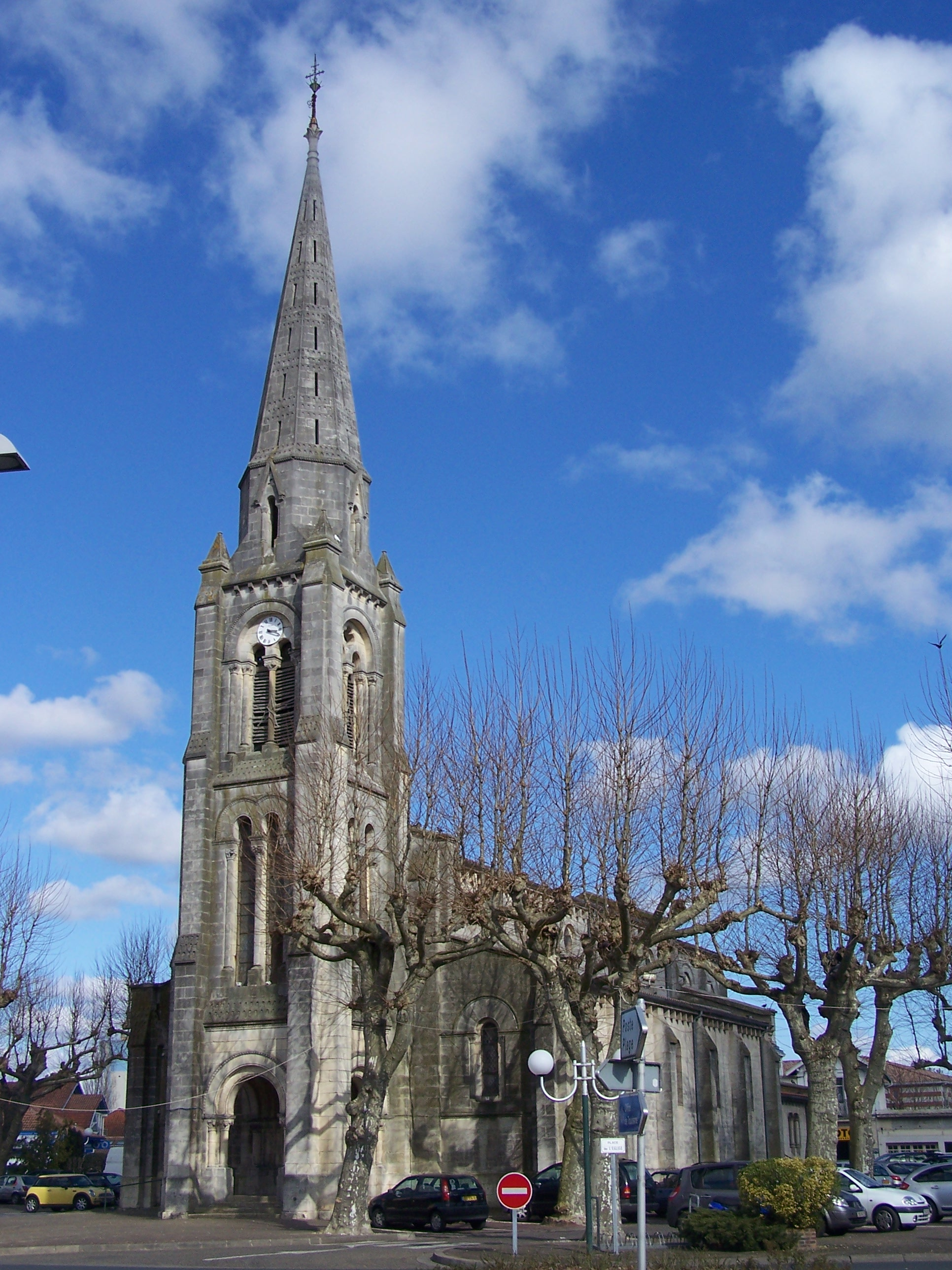
Kirche von Arès

- Kirche Saint-Vincent-de-Paul, erbaut 1878
- Schloss

## Persönlichkeiten
- Jean-Jacques Savin (1947–2022), Extremsportler und Abenteurer wurde in Arès geboren

## Weblinks

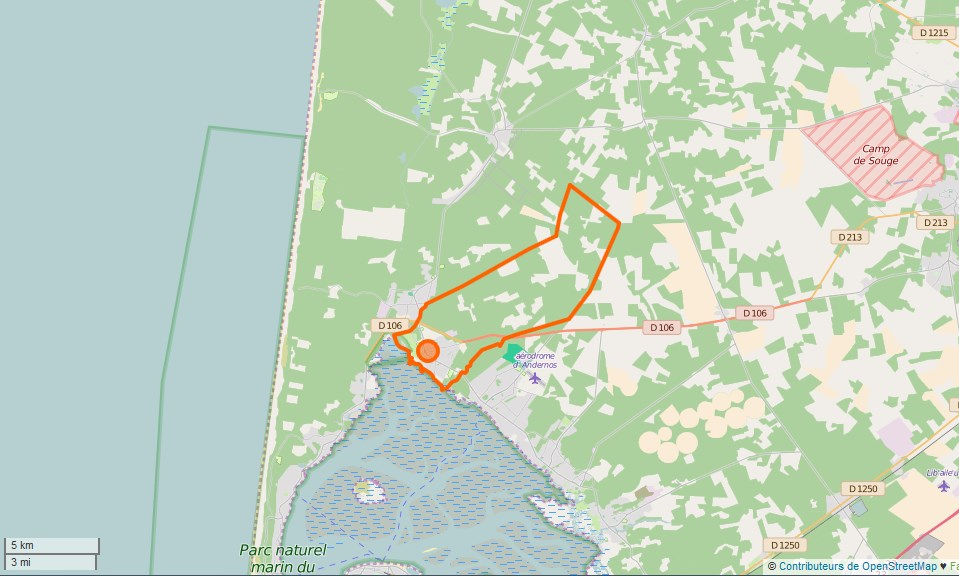
Karte: Gemeindegrenzen von Arès

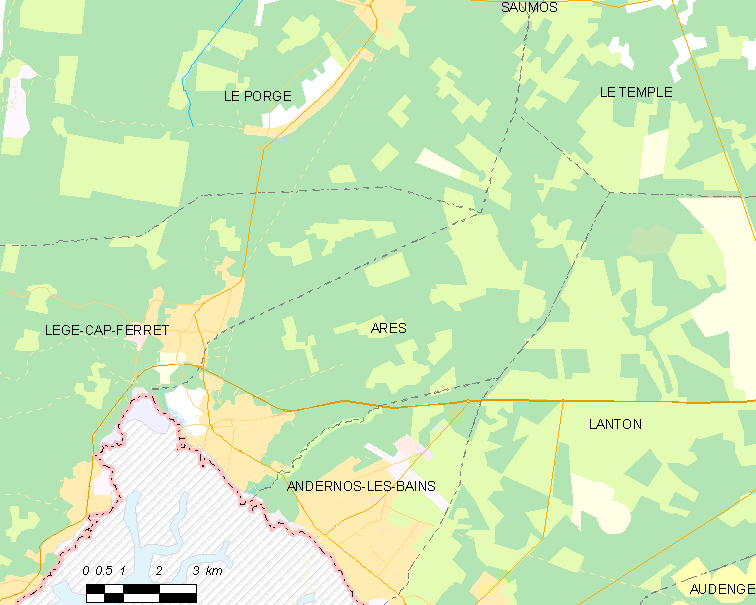
Umgebungskarte der Gemeinde Arès